# Ignacy (Tarasow)
Ignacy, imię świeckie Aleksiej Michajłowicz Tarasow (ur. 26 marca 1976 w Satce) – rosyjski biskup prawosławny. 

## Życiorys
Pochodzi z rodziny urzędniczej. W 1997 ukończył seminarium duchowne w Tobolsku. Następnie podjął studia wyższe w Petersburskiej Akademii Duchownej. Dwa lata później został wykładowcą historii Rosyjskiego Kościoła Prawosławnego na wydziale regentów chórów cerkiewnych przy zespole seminarium i Akademii Duchownej w Petersburgu. 24 grudnia 1999 złożył wieczyste śluby mnisze przed rektorem Akademii, biskupem tichwińskim Konstantynem, przyjmując imię zakonne Ignacy na cześć św. Ignacego Pieczerskiego. 2 stycznia 2000 w cerkwi akademickiej został wyświęcony na diakona, zaś 23 kwietnia tego samego roku przyjął święcenia kapłańskie. W 2001 ukończył studia w Akademii, uzyskując stopień kandydata nauk teologicznych, po czym został zatrudniony w seminarium duchownym w Petersburgu jako wykładowca historii prawosławnych Cerkwi autokefalicznych. Jest także absolwentem Akademii Społeczno-Pedagogicznej im. Dmitrija Mendelejewa w Tobolsku.
W latach 2003–2006 studiował na wydziale teologicznym Uniwersytetu w Helsinkach jako stypendysta Ewangelicko-Luterańskiego Kościoła Finlandii. W czasie pobytu w Finlandii nauczył się języka fińskiego. Następnie wrócił do Rosji i został wykładowcą seminarium duchownego w Tobolsku, zaś w 2007 – także jego ekonomem. Od lipca 2007 był ponadto zastępcą ekonoma eparchii tobolskiej i tiumeńskiej, zaś od 2008 dodatkowo prorektorem seminarium w Tobolsku ds. gospodarczych. W tym samym roku objął obowiązki ekonoma eparchii. W 2011 objął obowiązki prorektora seminarium w Tobolsku ds. dydaktyczno-wychowawczych, został zwolniony z pełnionych dotąd funkcji. 
Od stycznia 2011 służył w eparchii krasnosłobodskiej. W październiku tego samego roku został proboszczem cerkwi Zaśnięcia Matki Bożej w Krasnosłobodsku, dziekanem dekanatu krasnosłobodskiego oraz pomocnikiem ordynariusza eparchii ds. dekanatów. Na biskupa kostomukszańskiego i kiemskiego został nominowany na posiedzeniu Świętego Synodu Rosyjskiego Kościoła Prawosławnego 29 maja 2013.
Godność ihumena otrzymał w 2008, zaś archimandrytą został 9 czerwca 2013, już po otrzymaniu nominacji biskupiej.
Jego chirotonia biskupia odbyła się 11 lipca 2013 w soborze Przemienienia Pańskiego w kompleksie Monastyru Wałaamskiego pod przewodnictwem patriarchy moskiewskiego i całej Rusi Cyryla.
W 2020 r. został pozbawiony katedry i skierowany do Monasteru św. Tryfona Pieczeńskiego w eparchii siewieromorskiej, pod szczególny nadzór ordynariusza miejscowej eparchii. W marcu 2021 r. sąd uznał go za winnego złamania prawa kanonicznego i suspendował go, zakazując mu noszenia stroju biskupiego i panagii. W kwietniu tego samego roku patriarcha moskiewski i całej Rusi Cyryl zatwierdził wyrok i nakazał mu przebywanie w monasterze Objawienia Pańskiego w Czelabińsku.